# Poddębina (Tuszyn)
Poddębina – część miasta Tuszyn, w Polsce położonego w województwie łódzkim, w powiecie łódzkim wschodnim, osiedle w zachodniej części miasta.
W latach 1975–1998 miejscowość należała administracyjnie do województwa piotrkowskiego.